# 3262 Miune
A 3262 Miune (ideiglenes jelöléssel 1983 WB) a Naprendszer kisbolygóövében található aszteroida. Tsutomu Seki fedezte fel 1983. november 28-án.